# Gemeinde Škofja Loka
Die Gemeinde Škofja Loka (slowenisch Občina Škofja Loka) ist eine Gemeinde in der historischen Landschaft Oberkrain in Slowenien. Sie gehört heute zur Region Gorenjska. Hauptort und Sitz der Gemeinde ist die Stadt Škofja Loka.

## Lage
Škofja Loka liegt an der Sora (deutsch Zayer/Zeier) und der Staatsbahnlinie Ljubljana–Tarvisio und dehnt sich über eine Fläche von 145 km² aus.

## Einwohner
Die Gemeinde Škofja Loka besteht aus über 60 Ortschaften und Siedlungen.
Von den über 23.000 Einwohnern der Gesamtgemeinde waren im Jahr 2022 über 11.000 Personen im Hauptort gemeldet.
| Bevölkerungsentwicklung der Gesamtgemeinde | Bevölkerungsentwicklung der Gesamtgemeinde | Bevölkerungsentwicklung der Gesamtgemeinde | Bevölkerungsentwicklung der Gesamtgemeinde | Bevölkerungsentwicklung der Gesamtgemeinde | Bevölkerungsentwicklung der Gesamtgemeinde |
| ------------------------------------------ | ------------------------------------------ | ------------------------------------------ | ------------------------------------------ | ------------------------------------------ | ------------------------------------------ |
| Jahr                                       | 1850                                       | 2000                                       | 2004                                       | 2008                                       | 2023                                       |
| Einwohner                                  | 2.293                                      | 22.146                                     | 22.226                                     | 22.647                                     | 23.779                                     |

## Ortschaften und Siedlungen der Gemeinde
| - Binkelj, (dt.: Winkel bei Bischofslack) - Bodovlje, (dt.: Fundöl, auch Funthal) - Bukov Vrh nad Visokim, (dt.: Buchenberg) - Breznica pod Lubnikom, (dt.: Briesnitz bei der Lupnick, auch Fresnitz) - Brode, (dt.: Fuerthen, auch Fürten) - Bukovica, (dt.: Bukowitz bei Bischofslack, auch Sankt Clementis) - Bukovščica, (dt.: Buchen in der Oberkrain) - Crngrob, (dt.: Ehrengruben am Moosbach) mit der berühmten Kirche - Dorfarje, (dt.: Dörfern) - Draga, (dt.: Draas) - Forme, (dt.: Formach, auch Farmach) - Gabrk, (dt.: Gaberg) - Gabrovo, (dt.: Hinterburg, auch Gabrau) - Gabrška Gora, (dt.: Gabersberg, auch Gallenhof, Gaberiachsberg) - Godešič, (dt.: Neusaß in der Oberkrain, auch Godeschitz) - Gorenja vas - Reteče, (dt.: Baiersdorf, auch Payrischdorf, Oberdorf an der Zeyer) - Gosteče, (dt.: Gostendorf) - Grenc, (dt.: Grenze) - Hosta, (dt.: Host, auch Kast, Last, Kost) - Knape, (dt.: Knappendorf in der Oberkrain) - Kovski Vrh, (dt.: Kalech) - Križna Gora, (dt.: Kreuzberg in der Oberkrain) - Lenart nad Lušo, (dt.: Sankt Leonhard ob Luscha) - Lipica, (dt.: Klein Saifnitz) - Log nad Škofjo Loko, (dt.: Laag ob Bischofslack) - Moškrin, (dt.: Maschgruben) - Na Logu, (dt.: Naloch) - Papirnica, (dt.: Kaltenbrunn bei Bischofslack, auch Papiermühle) - Pevno, (dt.: Jägerdorf in der Oberkrain) - Podpulfrca, (dt.: Pulverstein) - Pozirno, (dt.: Pozirn, auch Pozern) | - Praprotno, (dt.: Fahnenfeld, auch Varngried) - Pungert, (dt.: Baumgarten) - Puštal, (dt.: Burgstall bei Bischofslack) - Reteče, (dt.: Rattendorf) - Rovte v Selški dolini, (dt.: Gereuth bei Bischofslack, auch Schwarzenbach) - Sopotnica, (dt.: Sabatberg in der Oberkrain) - Spodnja Luša, (dt.: Unterluscha, auch Unterleuschach) - Staniše, (dt.: Rettenberg in der Oberkrain) - Stara Loka, (dt.: Altlack, auch Altenlack) - Stirpnik, (dt.: Stirpniach) - Strmica, (dt.: Stermitz in der Oberkrain) - Suha, (dt.: Zauchen am Kinsterbach, auch Suchen in der Oberkrain) - Sveta Barbara, (dt.: Sankt Barbara in der Oberkrain) - Svetega Petra Hrib, (dt.: Sankt Peter im Gebirge) - Sveti Andrej, (dt.: Sankt Andrä ob Wildenlack) - Sveti Duh, (dt.: Heiligengeist bei Bischofslack, auch Oberarn) - Sveti Florjan nad Škofjo Loko, (dt.: Sankt Florian bei Bischofslack) - Sveti Ožbolt, (dt.: Sankt Oswald bei Bischofslack) - Sveti Tomaž, (dt.: Sankt Thomas in der Oberkrain) - Ševlje, (dt.: Erlach, auch Scheule, Erla) - Škofja Loka, (dt.: Bischofslack) - Trata, (dt.: Trattern, auch Tratten, Tratta) - Trnje, (dt.: Terne, auch Darnach, Dornach) - Valterski Vrh, (dt.: Waldensberg, auch Waltenskirch) - Vešter, (dt.: Deutschwestern, auch Westert, Westradt, Obernwester, Westreden) - Vincarje, (dt.: Weinzierl, auch Weinzurl) - Virlog, (dt.: Steinbrunnen, auch Wirlach) - Virmaše, (dt.: Ehrenau, auch Erinrich, Emern in der Krain, Ermherrn, Erembrechen) - Visoko pri Poljanah, (dt.: Vordersdorf in der Oberkrain, auch Wisockheim) - Zgornja Luša, (dt.: Oberluscha, auch Oberleuschach) - Zminec, (dt.: Drachen, auch Trachen, Sminz, Smintz) |

## Nachbargemeinden
| Železniki           | Železniki, Kranj                            | Kranj   |
| Gorenja vas-Poljane | Kompassrose, die auf Nachbargemeinden zeigt | Medvode |
|                     | Dobrova-Polhov Gradec                       | Medvode |

## Städtepartnerschaften
Partnerstädte von Škofja Loka sind
| - Medicina, Emilia-Romagna, Italien, seit 1966 - Smederevska Palanka, Serbien, seit 1973 - Maasmechelen, Flandern, Belgien, seit 1999 - Savogna d’Isonzo, Friaul-Julisch Venetien, Italien, seit 1978 | - Freising, Bayern, Deutschland, seit 2004 - Tábor, Böhmen, Tschechien, seit 2006 - Butscha, Ukraine, seit 2022 |

Ferner ist Škofja Loka das slowenische Mitglied der europäischen Städtegemeinschaft Douzelage, zu der aus jedem der EU-Staaten jeweils eine Stadt gehört.

## Persönlichkeiten
In Škofja Loka geboren
- Vinzenz Zusner (1804–1874), Dichter und Unternehmer
- Othmar Murnik (1835–1901), Abt
- Franz Stanonik (1841–1918), Geistlicher, Theologe und Hochschullehrer
- Andrej Karlin (1857–1933), Bischof von Triest und Lavant
- Drago Frelih (* 1948), Radrennfahrer
- Boris Strel (1959–2013), jugoslawischer Skirennläufer
- Špela Bračun (* 1977), Skirennläuferin
- Nejc Brodar (* 1982), Skilangläufer
- Jan Oblak (* 1993), Fußballtorhüter
- Nika Križnar (* 2000), Skispringerin